# Iglesia de San José (Candón)
La Parroquia de San José es un templo católico situado en el núcleo de Candón, en el término municipal de Beas.

## Historia
A principios del siglo XX, el sacerdote José María Mora funda una capilla en un molino propiedad de su familia. El crecimiento de la población motivo que otro sacerdote hermano del anterior, Jesús Mora, construyera el edificio actual en 1945.

## Descripción
Es una iglesia de una sola nave y capilla mayor cubierta por bóveda vaída. La entrada se efectúa mediante un pórtico abierto por tres arcos de medio punto. En el imafronte hay un azulejo de la Virgen del Reposo fechado en 1945.
Entre la imaginería del templo cabe destacar el crucificado del altar mayor, tallado por Antonio León Ortega en 1981. El Sagrado Corazón fue realizado por Manuel Cerquera en 1939. En un pequeño templete neoclásico se venera una Inmaculada de vestir con corona de plata de finales del siglo XVIII. Se completa el ajuar artístico de la iglesia con un banco rococó traído desde Valverde.
En la sacristía se conservan una capillita neogótica con una Dolorosa de vestir del siglo XIX, un lienzo de la misma época que representa a la Virgen del Reposo y un cáliz de plata.